# Classement individuel des championnats du monde de natation en petit bassin 2010
Le classement individuel des nageurs, en nombre de médailles, lors de la 10e édition des championnats du monde de natation en petit bassin qui s'est déroulée en 2010 à Dubaï (Émirats arabes unis), du 15 au 19 décembre 2010 est défini dans le tableau suivant.

## Hommes
Cinquante et un nageurs ont obtenu au moins une médaille.
L'Américain Ryan Lochte a obtenu le trophée FINA du meilleur nageur des 10e championnats du monde FINA de natation en bassin de 25 m, avec sept médailles, six en or et une en argent. Cette consécration n'est pas nouvelle pour Lochte qui était déjà l'athlète le plus titré de la compétition en 2006 à Shanghai et en 2008 à Manchester.
Dans les treize premiers peuvent être dénombrés cinq Russes, deux Américains (Garrett Weber-Gale étant le deuxième) et deux Français (Fabien Gilot, l'or avec l'équipe de 4 × 100 m nage libre, l'argent dans le 100 m libre et le bronze avec l'équipe de 4 × 200 m nage libre, et Frédérick Bousquet avec l'équipe de 4 × 100 m nage libre et dans le 50 m libre).
Sept nageurs français sont médaillés. En sus de Gilot et de Bousquet, figurent au palmarès :  Yannick Agnel, or et bronze avec les équipes de 4 × 100 m  et 4 × 200 m nage libre,
Alain Bernard, or avec le 4 × 100 m, Camille Lacourt, argent dans le 100 m dos, et enfin Clément Lefert et Jérémy Stravius, bronze dans le 4 × 200 m.
| Rang | Nageur                  | Nageur | Or | Or                                                                                | Argent | Argent                                             | Bronze | Bronze                                 | Nb médailles |
| ---- | ----------------------- | ------ | -- | --------------------------------------------------------------------------------- | ------ | -------------------------------------------------- | ------ | -------------------------------------- | ------------ |
| 1    | Ryan Lochte             |        | 6  | 200 m libre 200 m dos 100 m 4 nages 200 m 4 nages 400 m 4 nages 4 × 100 m 4 nages | 1      | 4 × 200 m nage libre                               |        |                                        | 7            |
| 2    | Stanislav Donets        |        | 2  | 50 m dos 100 m dos                                                                | 1      | 4 × 100 m 4 nages                                  |        |                                        | 3            |
| 3    | César Cielo             |        | 2  | 50 m libre 100 m libre                                                            |        |                                                    | 2      | 4 × 100 m 4 nages 4 × 100 m nage libre | 4            |
| 4    | Nikita Lobintsev        |        | 1  | 4 × 200 m nage libre                                                              | 3      | 400 m libre 4 × 100 m nage libre 4 × 100 m 4 nages | 1      | 100 m libre                            | 5            |
| 5    | Danila Izotov           |        | 1  | 4 × 200 m nage libre                                                              | 2      | 200 m libre 4 × 100 m nage libre                   |        |                                        | 3            |
| 6    | Oussama Mellouli        |        | 1  | 1 500 m libre                                                                     | 1      | 400 m 4 nages                                      | 2      | 400 m libre 200 m libre                | 4            |
| 7    | Fabien Gilot            |        | 1  | 4 × 100 m nage libre                                                              | 1      | 100 m libre                                        | 1      | 4 × 200 m nage libre                   | 3            |
| 8    | Frédérick Bousquet      |        | 1  | 4 × 100 m nage libre                                                              | 1      | 50 m libre                                         |        |                                        | 2            |
| 8    | Cameron van der Burgh   |        | 1  | 100 m brasse                                                                      | 1      | 50 m brasse                                        |        |                                        | 2            |
| 8    | Evgeny Korotyshkin      |        | 1  | 100 m papillon                                                                    | 1      | 4 × 100 m 4 nages                                  |        |                                        | 2            |
| 8    | Evgeny Lagunov          |        | 1  | 4 × 200 m nage libre                                                              | 1      | 4 × 100 m nage libre                               |        |                                        | 2            |
| 8    | Garrett Weber-Gale      |        | 1  | 4 × 100 m 4 nages                                                                 | 1      | 4 × 200 m nage libre                               |        |                                        | 2            |
| 8    | Albert Subirats         |        | 1  | 50 m papillon                                                                     | 1      | 100 m papillon                                     |        |                                        | 2            |
| 14   | Felipe Silva            |        | 1  | 50 m brasse                                                                       |        |                                                    | 2      | 4 × 100 m 4 nages 100 m brasse         | 3            |
| 15   | Yannick Agnel           |        | 1  | 4 × 100 m nage libre                                                              |        |                                                    | 1      | 4 × 200 m nage libre                   | 2            |
| 16   | Alain Bernard           |        | 1  | 4 × 100 m nage libre                                                              |        |                                                    |        |                                        | 1            |
| 16   | Paul Biedermann         |        | 1  | 400 m libre                                                                       |        |                                                    |        |                                        | 1            |
| 16   | Naoya Tomita            |        | 1  | 200 m brasse                                                                      |        |                                                    |        |                                        | 1            |
| 16   | Chad le Clos            |        | 1  | 200 m papillon                                                                    |        |                                                    |        |                                        | 1            |
| 16   | Alexander Sukhorukov    |        | 1  | 4 × 200 m nage libre                                                              |        |                                                    |        |                                        | 1            |
| 16   | Mihail Alexandrov       |        | 1  | 4 × 100 m 4 nages                                                                 |        |                                                    |        |                                        | 1            |
| 16   | Nicholas Thoman         |        | 1  | 4 × 100 m 4 nages                                                                 |        |                                                    |        |                                        | 1            |
| 23   | Kaio Almeida            |        |    |                                                                                   | 1      | 200 m papillon                                     | 2      | 4 × 100 m 4 nages 100 m papillon       | 3            |
| 23   | Scott Clary             |        |    |                                                                                   | 1      | 200 m dos                                          | 2      | 400 m 4 nages 200 m 4 nages            | 3            |
| 25   | Aschwin Wildeboer Faber |        |    |                                                                                   | 1      | 50 m dos                                           | 1      | 100 m dos                              | 2            |
| 25   | Markus Rogan            |        |    |                                                                                   | 1      | 200 m 4 nages                                      | 1      | 200 m dos                              | 2            |
| 27   | Xiaolei Sun             |        |    |                                                                                   | 1      | 50 m dos                                           |        |                                        | 1            |
| 27   | Mads Glæsner            |        |    |                                                                                   | 1      | 1 500 m libre                                      |        |                                        | 1            |
| 27   | Camille Lacourt         |        |    |                                                                                   | 1      | 100 m dos                                          |        |                                        | 1            |
| 27   | Markus Deibler          |        |    |                                                                                   | 1      | 100 m 4 nages                                      |        |                                        | 1            |
| 27   | Dániel Gyurta           |        |    |                                                                                   | 1      | 200 m brasse                                       |        |                                        | 1            |
| 27   | Fabio Scozzoli          |        |    |                                                                                   | 1      | 100 m brasse                                       |        |                                        | 1            |
| 27   | Sergueï Fesikov         |        |    |                                                                                   | 1      | 4 × 100 m nage libre                               |        |                                        | 1            |
| 27   | Stanislav Lakhtyukhov   |        |    |                                                                                   | 1      | 4 × 100 m 4 nages                                  |        |                                        | 1            |
| 27   | Andrii Govorov          |        |    |                                                                                   | 1      | 50 m papillon                                      |        |                                        | 1            |
| 27   | Peter Vanderkaay        |        |    |                                                                                   | 1      | 4 × 200 m nage libre                               |        |                                        | 1            |
| 27   | Ricky Berens            |        |    |                                                                                   | 1      | 4 × 200 m nage libre                               |        |                                        | 1            |
| 38   | Brenton Rickard         |        |    |                                                                                   |        |                                                    | 1      | 200 m brasse                           | 1            |
| 38   | Marcelo Chierighini     |        |    |                                                                                   |        |                                                    | 1      | 4 × 100 m nage libre                   | 1            |
| 38   | Nicholas Santos         |        |    |                                                                                   |        |                                                    | 1      | 4 × 100 m nage libre                   | 1            |
| 38   | Nicolas Oliveira        |        |    |                                                                                   |        |                                                    | 1      | 4 × 100 m nage libre                   | 1            |
| 38   | Guilherme Guido Augusto |        |    |                                                                                   |        |                                                    | 1      | 4 × 100 m 4 nages                      | 1            |
| 38   | Clément Lefert          |        |    |                                                                                   |        |                                                    | 1      | 4 × 200 m nage libre                   | 1            |
| 38   | Jérémy Stravius         |        |    |                                                                                   |        |                                                    | 1      | 4 × 200 m nage libre                   | 1            |
| 38   | Steffen Deibler         |        |    |                                                                                   |        |                                                    | 1      | 50 m papillon                          | 1            |
| 38   | László Cseh             |        |    |                                                                                   |        |                                                    | 1      | 200 m papillon                         | 1            |
| 38   | Gergely Gyurta          |        |    |                                                                                   |        |                                                    | 1      | 1 500 m libre                          | 1            |
| 38   | Aleksander Hetland      |        |    |                                                                                   |        |                                                    | 1      | 50 m brasse                            | 1            |
| 38   | Sergey Fesikov          |        |    |                                                                                   |        |                                                    | 1      | 100 m 4 nages                          | 1            |
| 38   | Josh Schneider          |        |    |                                                                                   |        |                                                    | 1      | 50 m libre                             | 1            |

## Femmes
Cinquante-trois nageuses ont obtenu au moins une médaille.
L'Espagnole Mireia Belmonte García a obtenu le trophée FINA de la meilleure nageuse des 10e championnats du monde FINA de natation en bassin de 25 m, avec quatre médailles. En conquérant l'or dans le 200 m papillon, le 200 m quatre nages et 400 m quatre nages et l'argent au 800 m libre. À 20 ans, elle s'affirme comme une valeur sûre à Dubaï et sera probablement l'une des nageuses à battre dans les années à venir.
L'Américaine Rebecca Soni, qui a dominé les compétitions en brasse, détient en fait le même nombre de médailles que Mireia Belmonte García, trois médailles d’or en brasse (50 m, 100 m et 200 m) et une en argent dans le relais 4 × 100 m 4 nages. Mais l’attribution du trophée FINA est faite selon un décompte de points comprenant d’une part le nombre et la valeur des médailles obtenues (5 points pour l’or, 3 points pour l’argent, 2 points pour le bronze, 1 point pour la quatrième place), mais aussi 2 points pour chaque record battu. Or si les deux nageuses ont le même score en médailles, l’Espagnole a battu quatre records alors que l’Américaine n’en a battu que deux !
Cinq Françaises obtiennent des médailles. Camille Muffat conquiert deux médailles, l'or dans le 200 m libre et le bronze dans le relais 4 × 200 m nage libre, Alexianne Castel gagne l'or dans le 200 m Dos et Coralie Balmy, Mylène Lazare et Ophélie-Cyrielle Étienne le bronze dans le relais 4 × 200 m nage libre.
| Rang | Nageuse                    | Nageuse | Or | Or                                          | Argent | Argent                                 | Bronze | Bronze               | Nb médailles |
| ---- | -------------------------- | ------- | -- | ------------------------------------------- | ------ | -------------------------------------- | ------ | -------------------- | ------------ |
| 1    | Mireia Belmonte García     |         | 3  | 200 m Papillon 200 m 4 nages 400 m 4 nages  | 1      | 800 m libre                            |        |                      | 4            |
| 2    | Rebecca Soni               |         | 3  | 50 m Brasse 100 m Brasse 200 m Brasse       | 1      | 4 × 100 m 4 nages                      |        |                      | 4            |
| 3    | Ranomi Kromowidjojo        |         | 3  | 100 m libre 4 × 100 m nage libre 50 m libre |        |                                        |        |                      | 3            |
| 4    | Zhao Jing                  |         | 2  | 50 m Dos 4 × 100 m 4 nages                  | 1      | 100 m Dos                              |        |                      | 3            |
| 5    | Tang Yi                    |         | 2  | 4 × 200 m nage libre 4 × 100 m 4 nages      |        |                                        | 1      | 4 × 100 m nage libre | 3            |
| 6    | Katie Hoff                 |         | 1  | 400 m libre                                 | 2      | 200 m libre 4 × 100 m nage libre       |        |                      | 3            |
| 7    | Natalie Coughlin           |         | 1  | 100 m Dos                                   | 2      | 4 × 100 m nage libre 4 × 100 m 4 nages | 1      | 100 m libre          | 4            |
| 8    | Felicity Galvez            |         | 1  | 100 m Papillon                              | 1      | 50 m Papillon                          | 1      |                      | 3            |
| 8    | Hinkelien Schreuder        |         | 1  | 4 × 100 m nage libre                        | 1      | 50 m libre                             | 1      | 100 m 4 nages        | 3            |
| 10   | Femke Heemskerk            |         | 1  | 4 × 100 m nage libre                        | 1      | 100 m libre                            |        |                      | 2            |
| 10   | Therese Alshammar          |         | 1  | 50 m Papillon                               | 1      | 100 m Papillon                         |        |                      | 2            |
| 12   | Zhao Jin                   |         | 1  | 4 × 100 m 4 nages                           |        |                                        | 1      | 50 m Brasse          | 2            |
| 12   | Camille Muffat             |         | 1  | 200 m libre                                 |        |                                        | 1      | 4 × 200 m nage libre | 2            |
| 12   | Ariana Kukors              |         | 1  | 100 m 4 nages                               |        |                                        | 1      | 200 m 4 nages        | 2            |
| 15   | Liu Jing                   |         | 1  | 4 × 200 m nage libre                        |        |                                        |        |                      | 1            |
| 15   | Chen Qian                  |         | 1  | 4 × 200 m nage libre                        |        |                                        |        |                      | 1            |
| 15   | Zhu Qianwei                |         | 1  | 4 × 200 m nage libre                        |        |                                        |        |                      | 1            |
| 15   | Liu Zige                   |         | 1  | 4 × 100 m 4 nages                           |        |                                        |        |                      | 1            |
| 15   | Erika Villaecija García    |         | 1  | 800 m libre                                 |        |                                        |        |                      | 1            |
| 15   | Alexianne Castel           |         | 1  | 200 m Dos                                   |        |                                        |        |                      | 1            |
| 15   | Inge Dekker                |         | 1  | 4 × 100 m nage libre                        |        |                                        |        |                      | 1            |
| 22   | Dana Vollmer               |         |    |                                             | 2      | 4 × 100 m nage libre 4 × 100 m 4 nages | 1      | 100 m Papillon       | 3            |
| 22   | Kylie Palmer               |         |    |                                             | 2      | 400 m libre 4 × 100 m nage libre       | 1      | 200 m libre          | 3            |
| 24   | Jessica Hardy              |         |    |                                             | 2      | 4 × 100 m nage libre 4 × 100 m 4 nages |        |                      | 2            |
| 24   | Shiwen Ye                  |         |    |                                             | 2      | 200 m 4 nages 400 m 4 nages            |        |                      | 2            |
| 26   | Leisel Jones               |         |    |                                             | 1      | 100 m Brasse                           | 1      | 4 × 100 m 4 nages    | 2            |
| 26   | Rachel Goh                 |         |    |                                             | 1      | 50 m Dos                               | 1      | 4 × 100 m 4 nages    | 2            |
| 28   | Blair Evans                |         |    |                                             | 1      | 4 × 200 m nage libre                   |        |                      | 1            |
| 28   | Jade Neilsen               |         |    |                                             | 1      | 4 × 200 m nage libre                   |        |                      | 1            |
| 28   | Kelly Stubbins             |         |    |                                             | 1      | 4 × 200 m nage libre                   |        |                      | 1            |
| 28   | Kotuku Ngawati             |         |    |                                             | 1      | 100 m 4 nages                          |        |                      | 1            |
| 28   | Leiston Pickett            |         |    |                                             | 1      | 50 m Brasse                            |        |                      | 1            |
| 28   | Sun Ye                     |         |    |                                             | 1      | 200 m Brasse                           |        |                      | 1            |
| 28   | Jemma Lowe                 |         |    |                                             | 1      | 200 m Papillon                         |        |                      | 1            |
| 28   | Melissa Franklin           |         |    |                                             | 1      | 200 m Dos                              |        |                      | 1            |
| 36   | Marieke Guehrer            |         |    |                                             |        |                                        | 1      | 4 × 100 m 4 nages    | 1            |
| 36   | Arianna Vanderpool-Wallace |         |    |                                             |        |                                        | 1      | 50 m libre           | 1            |
| 36   | Gao Chang                  |         |    |                                             |        |                                        | 1      | 100 m Dos            | 1            |
| 36   | Li Zhesi                   |         |    |                                             |        |                                        | 1      | 4 × 100 m nage libre | 1            |
| 36   | Ji Liping                  |         |    |                                             |        |                                        | 1      | 100 m Brasse         | 1            |
| 36   | Pang Jiaying               |         |    |                                             |        |                                        | 1      | 4 × 100 m nage libre | 1            |
| 36   | Xuanxu Li                  |         |    |                                             |        |                                        | 1      | 400 m 4 nages        | 1            |
| 36   | Yanxin Zhou                |         |    |                                             |        |                                        | 1      | 200 m Dos            | 1            |
| 36   | Zhu Qianwei                |         |    |                                             |        |                                        | 1      | 4 × 100 m nage libre | 1            |
| 36   | Jeanette Ottesen           |         |    |                                             |        |                                        | 1      | 50 m Papillon        | 1            |
| 36   | Rikke Møller Pedersen      |         |    |                                             |        |                                        | 1      | 200 m Brasse         | 1            |
| 36   | Mercedes Peris             |         |    |                                             |        |                                        | 1      | 50 m Dos             | 1            |
| 36   | Coralie Balmy              |         |    |                                             |        |                                        | 1      | 4 × 200 m nage libre | 1            |
| 36   | Mylène Lazare              |         |    |                                             |        |                                        | 1      | 4 × 200 m nage libre | 1            |
| 36   | Ophélie-Cyrielle Étienne   |         |    |                                             |        |                                        | 1      | 4 × 200 m nage libre | 1            |
| 36   | Federica Pellegrini        |         |    |                                             |        |                                        | 1      | 400 m libre          | 1            |
| 36   | Petra Granlund             |         |    |                                             |        |                                        | 1      | 200 m Papillon       | 1            |
| 36   | Kate Ziegler               |         |    |                                             |        |                                        | 1      | 800 m libre          | 1            |